# Dealu Spirei, Gorj
Dealu Spirei este un sat în comuna Căpreni din județul Gorj, Oltenia, România. Se află în partea de sud-est a județului, în Platforma Oltețului din Podișul Getic. La recensământul din 2002 avea  o populație de 14 locuitori.